# پولچریا
پولچریا (زبان یونانی: Πουλχερία؛ ۱۹ ژانویه 398 یا ۳۹۹ – ژوئیه ۴۵۳) امپراتریس اهل امپراتوری بیزانس بود که به برادرش امپراتور تئودئوس دوم در دوران جوانی اش مشاوره داد و سپس از نوامبر ۴۵۰ تا مرگش در سال ۴۵۳ همسر امپراتور مارسیانوس شد.